# 이스턴주 (가나)

이스턴주

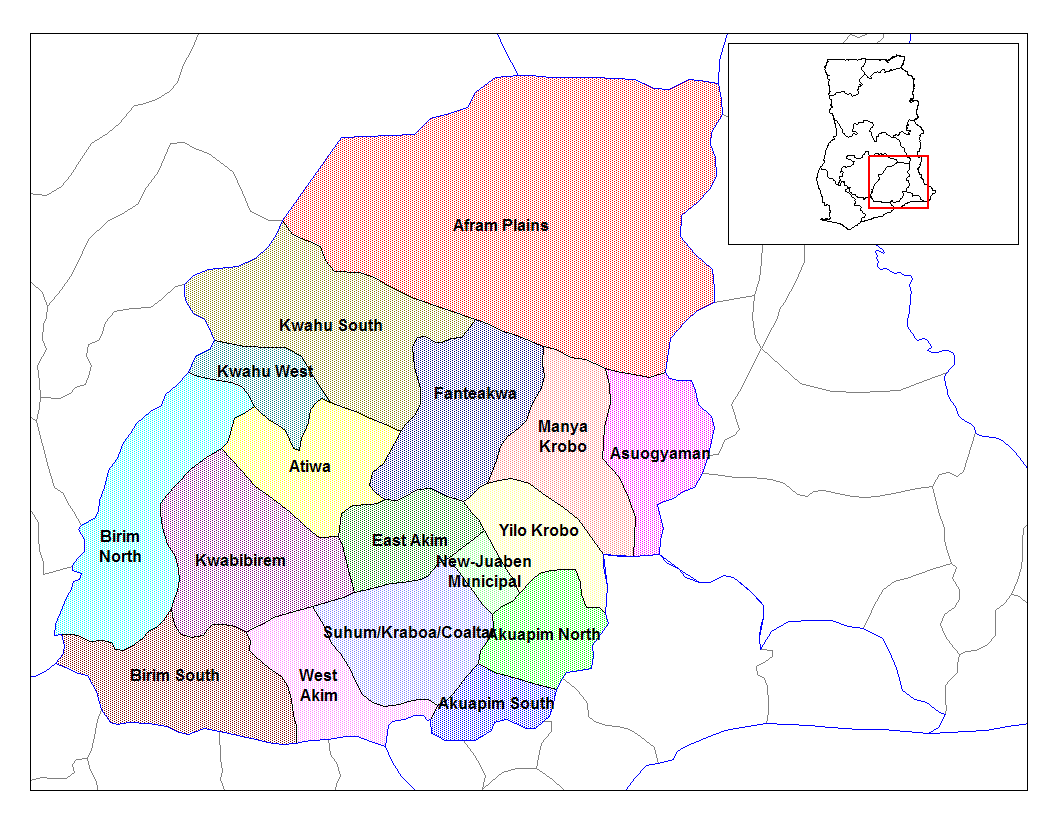
이스턴주의 군

이스턴주(Eastern Region)는 가나의 주로, 주도는 코포리두아이며 인구는 2,106,696명(2000년 기준), 면적은 19,323km2이다. 21개 군을 관할한다.